# Paraplectonema canadianum
Paraplectonema canadianum är en rundmaskart som beskrevs av Bruce E. Hopper 1968. Paraplectonema canadianum ingår i släktet Paraplectonema och familjen Leptolaimidae. Inga underarter finns listade i Catalogue of Life.